# Lohbrügge
Lohbrügge és un barri (Stadtteil) de la ciutat estat d'Hamburg a Alemanya al districte de Bergedorf. Té 38.767 habitants.
El barri va constituir-se de la fusió de tres pobles: Boberg, Ladenbek i Sande.

## Monuments i llocs d'interès
- La torre d'aigua Sander Tannen
- El llac i les dunes Boberger See